# João do Amaral Gurgel
João Augusto Conrado do Amaral Gurgel (Franca, 26 de março de 1926 — São Paulo, 30 de janeiro de 2009) foi um engenheiro e industrial brasileiro do ramo automobilístico. Ele montou em 1969 a fábrica Gurgel, com a proposta de produzir veículos 100% nacionais.

## Biografia
Filho de Romeu do Amaral Gurgel e Maria H. Conrado, foi casado com Carolina Barbosa e teve três filhos: Fernando Barbosa do Amaral Gurgel, Maria Cristina Barbosa do Amaral Gurgel e Maria.

### O empresário
Desde sua juventude, sonhava em fazer um carro brasileiro, tanto que em sua formatura da Escola Politécnica da Universidade de São Paulo, apresentou um pequeno veículo de dois cilindros, batizado Tião. Como projeto pedido foi um guindaste, quase é reprovado. Ouviu então de seu professor: "carro não se fabrica, Gurgel, se compra".
Pós-graduado nos Estados Unidos, trabalhou na Buick Motor Corporation e na General Motors Truck and Coach Corporation.
Em 1958, criou a Moplast Moldagem de Plásticos e começou a desenvolver projetos próprios, tornando-se fornecedor de luminosos para diversas empresas brasileiras. 
Em 1964 João Augusto se desligou da Moplast e abriu, ainda em São Paulo, a Macan Indústria e Comércio Ltda., revenda Volkswagen que também fabricava karts, mini-carros infantis e um transportador industrial para movimentação de cargas em fábricas e aeroportos, denominado Mocar. Pouco depois, em 1 de setembro de 1969, fundou a Gurgel Indústria e Comércio de Veículos Ltda., ainda em São Paulo.
Sua carreira foi marcada pela busca do desenvolvimento de tecnologias automotivas nacionais, utilizando capital igualmente nacional. Característica marcante nos veículos fabricados por sua empresa eram as suas carrocerias de fibra de vidro. 
Gurgel era contrário ao uso do álcool de cana-de-açúcar como combustível. Ainda assim, produziu alguns (poucos) carros com  motor a álcool. Na grande maioria os veículos da sua marca eram movidos a gasolina. Segundo ele, a terra deve produzir alimentos e não combustíveis.

### Morte
Sofrendo do mal de Alzheimer havia oito anos, João Gurgel morreu no dia 30 de janeiro de 2009, aos 82 anos, na sua casa, na cidade de São Paulo (SP).

## Gurgel Motores

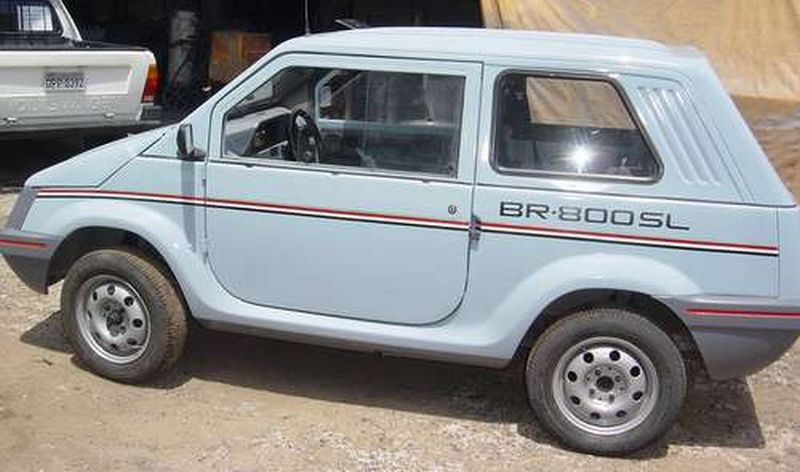
BR-800, fabricado pela Gurgel

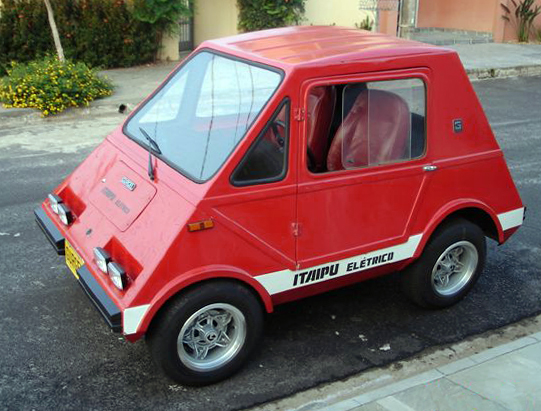
Gurgel Itaipu E150

Fundada em 1969, na cidade de Rio Claro, a Gurgel Motores S/A foi a concretização de seus sonho. A partir de 1972 passou a dedicar-se à produção de veículos especiais e em 1975, começaram a ser produzidos os primeiros veículos utilitários tipo fora de estrada da marca Gurgel, marca que em 1981 lançou o primeiro veículo elétrico da América Latina, o Itaipu E-500. 
Idealizador do primeiro e até hoje, único carro genuinamente brasileiro: o Gurgel BR-800, dizia que sua empresa era "muitonacional" ao contrário das demais multinacionais.
A Gurgel fechou as portas no final de 1996, por questões financeiras e derrotada pelas grandes multinacionais devido a abertura econômica do país.

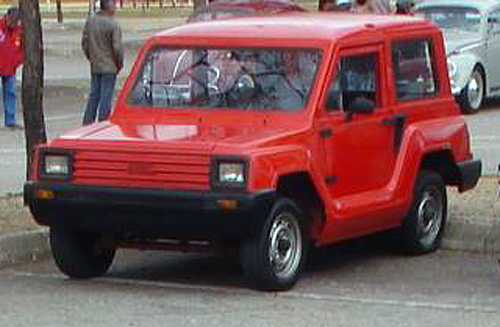
Gurgel X-12 Tocantins

### Polêmicas
Em abril de 2004, o empresário Paulo Emílio Freire Lemos adquiriu a marca Gurgel, já que o registro encontrava-se expirado no INPI desde 2003. No processo de aquisição, o empresário desembolsou o valor de R$ 850,00. A família Gurgel não foi consultada e por isso decidiu mover uma ação judicial contra Paulo Emílio.
“Não sei se tenho pena ou raiva desse Lemos”, disse Maria Cristina, filha de João Gurgel. Na mesma matéria Lemos diz: “a família deveria estar agradecida por ele ter resgatado o nome”.